# Борколдой
Борколдой (на киргизки: Борколдой тоо; на руски: Борколдой) е планински хребет в южната част на Вътрешен Тяншан, разположен на територията на Киргизстан (Исъккулска и Наринска област). Простира се на протежение около 100 km, от югозапад на североизток, между реките Чакъркурум и Карасай (леви притоци на Нарин) на северозапад и река Узьонгю Кууш (от басейна на Тарим) на юг. Максимална височина 5060 m, (41°18′44″ с. ш. 77°51′44″ и. д. / 41.312222° с. ш. 77.862222° и. д.), разположена в централната му част. Изграден е от кристалинни шисти, мрамори и гранити. По северия му склон се стичат значителни ледници. По склоновете му преобладават полупустинните ландшафти, а нагоре следват скали и сипеи с разредена ксерофитна растителност.

## Топографска карта
- К-43-Г М 1:500000[2]
- К-44-В М 1:500000[3]